# Lacombe (Louisiana)
Lacombe is een plaats (census-designated place) in de Amerikaanse staat Louisiana, en valt bestuurlijk gezien onder St. Tammany Parish.

## Demografie
Bij de volkstelling in 2000 werd het aantal inwoners vastgesteld op 7518.

## Geografie
Volgens het United States Census Bureau beslaat de plaats een oppervlakte van
71,3 km², waarvan 69,2 km² land en 2,1 km² water. Lacombe ligt op ongeveer 4 m boven zeeniveau.

## Plaatsen in de nabije omgeving
De onderstaande figuur toont nabijgelegen plaatsen in een straal van 24 km rond Lacombe.